# 이시윤
이시윤(李時潤, 1935년 10월 10일~2024년 11월 9일)은 대한민국의 법조인이며, 초대 헌법재판소 재판관과 제11대 감사원장을 지냈다. 호는 대가(大家), 본관은 단양(丹陽).

## 생애
고등고시 사법과를 합격한 후 판사로 재직하였다. 1988년에 이일규 대법원장 지명으로 노태우 대통령에 의해 초대 헌법재판소 재판관으로 임명되어 대한민국 헌법재판소의 초기 정착에 커다란 일조를 하였다. 그 후 헌법재판소 재판관직을 임기 도중 퇴임하고, 김영삼 대통령에 의해 제11대 감사원장에 임명되었다.

## 약력
- 1935년 10월 10일 서울 출생
- 1958년 서울대 법학과 졸업 및 제10회 고등고시 사법과 합격
- 1962년 서울대 법대, 서울대 사법대학원, 국민대, 국제대, 이화여대 강사
- 1962년 서울지법 판사
- 1963년 서울민사지방법원 판사
- 1964년 서울대 법대 및 사법대학원 조교수
- 1970년 서울고법 판사(직무대리)
- 1973년 서울고법 판사
- 1974년 대법원 재판연구관
- 1975년 서울민사지법 부장판사 겸 사법연수원 교수
- 1977년 서울민사지방법원 부장판사
- 1980년 서울형사지방법원 부장판사
- 1981년 광주고법 부장판사
- 1982년 서울고법 부장판사
- 1987년 춘천지법원장
- 1988년 수원지법원장ㆍ헌법재판소 상임재판관
- 1993년 제16대 감사원장
- 1998년 변호사 개업 및 명지대 석좌교수
- 1998년 민사법학회 회장
- 1999년 법무부 민법개정특별위원회 위원장
- 2000년 경희대학교 법과대학 교수
- 2006년 법무법인 대륙 고문변호사
- 고려대학교 법무대학원 강사, 법무법인 대륙아주 고문변호사[2]

## 수상
민사소송법에 신의칙을 도입하는 등 민사소송제도 발전에 기여한 공로로 2016년에 천고법치문화재단에서 천고법치문화상을 수상하였다.

## 가족 관계
- 배우자: 진영희 ( ~ 2018년 2월 8일)
  - 아들: 이광득, 이항득
    - 며느리: 김자호, 이선영